# Brian O’Conner
Brian O’Conner – bohater fikcyjny, główny bohater serii Szybcy i wściekli, pojawiający się w 6 odsłonach z wyjątkiem Szybcy i wściekli: Tokio Drift i Szybcy i wściekli 8. W jego rolę wcielał się Paul Walker, który zginął w tragicznym wypadku samochodowym 30 listopada 2013.

## Życiorys
Wychował się i prawdopodobnie urodził w Barstow w Kalifornii. Jak sam twierdzi, „nic nie pamięta” o swoim ojcu – nie wie nawet, jak wyglądał ani jak brzmiał jego głos. Sprawiło to, że miał wątpliwości, czy będzie dobrym ojcem dla Jacka. Nazwisko O’Conner może sugerować, że ma irlandzkie korzenie. W młodości chodził z dziewczyną o imieniu Tanya.
Jako nastolatek został wysłany do zakładu poprawczego, gdzie zaprzyjaźnił się z Romanem Pearce’em (Tyrese Gibson). Dwa tygodnie po ukończeniu akademii policyjnej dowiedział się, że Roman został aresztowany w swoim warsztacie, gdzie znaleziono skradzione samochody, za co został skazany na trzy lata więzienia. Chociaż Brian nie miał nic wspólnego z jego zatrzymaniem, Roman przez wiele lat miał do niego żal – obwiniając go za to, że to on na niego doniósł lub za to, że go nie ostrzegł. Bierze ślub z Mią (Jordana Brewster), siostrą Dominica Toretta (Vin Diesel). W piątej i siódmej części dowiaduje się, że zostanie ojcem. Pod koniec filmu Szybcy i wściekli 7 rezygnuje z życia „szybkiego kierowcy”, by móc poświęcić czas swojej rodzinie.

## Filmy, w którym występuje główny bohater
- Szybcy i wściekli (2001)
- Za szybcy, za wściekli (2003)
- Szybcy i wściekli: Tokio Drift (2006)
- Szybko i wściekle (2009)
- Szybcy i wściekli 5 (2011)
- Szybcy i wściekli 6 (2013)
- Szybcy i wściekli 7 (2015) – w wyniku śmierci aktora nie zakończono zdjęć do filmu, w tym scen z udziałem jego postaci; w niezrealizowanych scenach z postacią Walkera zastąpiony został on przez swoich młodszych braci: Cody’ego i Caleba. Dzięki wykorzystaniu technik komputerowych i zarejestrowanych wypowiedzi zmarłego – postać Briana O’Connera wyglądała i brzmiała jak Paul Walker.